# Animal Disease Notification System
Das Animal Disease Notification System (ADNS, „Tierseuchenmeldesystem“) ist ein System zur Erfassung der Ausbrüche von Tierseuchen. Das ADNS versorgt die Veterinärbehörden mit aktuellen Daten und ermöglicht es kurzfristig, auf Änderungen der epizootiologischen Situation mit verschärften Schutz- und Kontrollmaßnahmen zu reagieren. Andererseits bietet es die Möglichkeit, unnötige Restriktionen in den einzelnen Ländern abzuschaffen. 

## OIE
Die Weltorganisation für Tiergesundheit (Office International des Epizooties, OIE) betreibt als Teil ihres Frühwarnsystems in Zusammenarbeit mit der Ernährungs- und Landwirtschaftsorganisation und Weltgesundheitsorganisation ein Animal Disease Notification System. Es dient der Verfolgbarkeit von Tierkrankheiten und Zoonosen und bietet Trendinformationen zu den einzelnen Tierseuchen.

## Europäische Union
Grundlage der Schaffung des ADNS in der Europäischen Union sind der Kommissionsentscheid 2002/99/EC vom 16. Dezember 2002 und die EU-Verordnung 82/894/EEC vom 21. Dezember 1982, die auch die zu meldenden Tierkrankheiten regelt. Die volle Funktionalität besteht seit 1985. Das ADNS wird vom Direktorat für Gesundheit und Verbraucherschutz der Europäischen Kommission seit 1985 betrieben. 
An ihm  nehmen alle Mitgliedsstaaten sowie Andorra, Norwegen und die Schweiz teil. Da alle Staaten auch Mitglied der OIE sind, werden die Daten auch an das weltweite ADNS weitergeleitet. Das ADNS der EU gibt wöchentlich einen Bericht über aktuelle Tierseuchenausbrüche an die Veterinärbehörden der teilnehmenden Länder. Hierbei werden für die jeweilige Tierkrankheit die betroffene Region, die Zahl der betroffenen Tiere, das Datum des Ausbruchs, die getroffenen Maßnahmen sowie der Ursprung des Ausbruchs mitgeteilt. Die Statistiken werden über das Internet verfügbar gemacht.